# Mednarodno pravo
Mednarodno pravo je skupek pravil, norm in standardov, ki so splošno priznani kot zavezujoči med državami.  Določa normativne smernice in skupni konceptualni okvir za države na številnih področjih, vključno z vojno, diplomacijo, gospodarskimi odnosi in človekovimi pravicami.